# Dylan Dog in The Mummy
Dylan Dog in The Mummy is een videospel voor de Commodore Amiga. Het spel werd uitgebracht in 1993. 